# 닌텐도 정보개발본부
닌텐도 정보개발본부(일본어: 任天堂情報開発本部), 또는 닌텐도 EAD(Nintendo Entertainment Analysis & Development)는 닌텐도 안에서 가장 큰 게임 개발 부서였다. EAD가 만든 유명한 게임 프랜차이즈는 마리오, 젤다의 전설, F-ZERO, 스타폭스, 피크민, 동물의 숲 등이 있다. 본래 이름은 닌텐도 개발 제4부(Nintendo Research and Development 4, R&D4)였으며, 2015년 닌텐도 기획개발본부와 병합되어 닌텐도 기획제작본부가 되었다.

## 구조

### EAD 소프트웨어 그룹 No. 1
관리자/프로듀서: 콘노 히데키
- 개발한 게임:

| 제목                    | 발매일                  |
| ----------------------- | ----------------------- |
| 루이지 맨션             | 2001년 9월 14일 (일본)  |
| 마리오 카트 더블 대시!! | 2003년 11월 7일 (일본)  |
| 닌텐독스                | 2005년 4월 21일 (일본)  |
| 마리오 카트 DS          | 2005년 11월 14일 (미국) |
| Wii Fit                 | 2007년 12월 1일 (일본)  |
| 마리오 카트 Wii         | 2008년 4월 10일 (일본)  |
| Wii Fit Plus            | 2009년 10월 1일 (일본)  |

### EAD 소프트웨어 그룹 No. 2
관리자/프로듀서: 에구치 카츠야
- 개발한 게임:

| 제목                        | 발매일                  |
| --------------------------- | ----------------------- |
| 동물의 숲                   | 2001년 4월 14일 (일본)  |
| 놀러오세요 동물의 숲        | 2005년 11월 23일 (일본) |
| Wii Sports                  | 2006년 11월 19일 (미국) |
| 처음 만나는 Wii             | 2006년 12월 2일 (일본)  |
| Wii Music                   | 2008년 8월 16일 (일본)  |
| 타운으로 놀러가요 동물의 숲 | 2008년 11월 16일 (미국) |
| Wii Sports Resort           | 2009년 6월 25일 (일본)  |

### EAD 소프트웨어 그룹 No. 3
관리자/프로듀서: 아오누마 에이지
- 개발한 게임:

| 제목                        | 발매일                  |
| --------------------------- | ----------------------- |
| 젤다의 전설 무쥬라의 가면   | 2000년 5월 27일 (일본)  |
| 젤다의 전설 바람의 택트     | 2002년 12월 13일 (일본) |
| 젤다의 전설 4개의 검+       | 2004년 3월 18일 (일본)  |
| 젤다의 전설 황혼의 공주     | 2006년 11월 19일 (미국) |
| 젤다의 전설 몽환의 모래시계 | 2007년 6월 23일 (일본)  |
| 링크의 사격 트레이닝        | 2007년 11월 19일 (미국) |
| 젤다의 전설 대지의 기적     | 2009년 12월 7일 (미국)  |
| 젤다의 전설 스카이워드 소드 | 2011년 11월 18일 (유럽) |

### EAD 소프트웨어 그룹 No. 4
관리자/프로듀서: 키무라 히로유키
- 개발한 게임:

| 제목                            | 발매일                  |
| ------------------------------- | ----------------------- |
| 슈퍼 마리오 64 DS               | 2004년 11월 21일 (미국) |
| 요시 터치 앤 고                 | 2005년 1월 27일 (일본)  |
| 말랑말랑 두뇌교실               | 2005년 6월 30일 (일본)  |
| 뉴 슈퍼 마리오브라더스          | 2006년 5월 15일 (미국)  |
| Wii로 다함께! 말랑말랑 두뇌교실 | 2007년 4월 26일 (일본)  |
| Wii로 즐기는 피크민             | 2008년 12월 25일 (일본) |
| Wii로 즐기는 피크민 2           | 2009년 3월 15일 (일본)  |
| 뉴 슈퍼 마리오브라더스 Wii      | 2009년 11월 12일 (호주) |

### EAD 소프트웨어 그룹 도쿄
관리자/프로듀서: 시미즈 타카오
- 개발한 게임:

| 제목                            | 발매일                  |
| ------------------------------- | ----------------------- |
| 동키 콩 정글 비트               | 2004년 12월 16일 (일본) |
| 슈퍼 마리오 Wii 갤럭시 어드벤처 | 2007년 11월 1일 (일본)  |
| Wii로 즐기는 동키 콩 정글 비트  | 2008년 12월 11일 (일본) |
| 플립노트 스튜디오               | 2008년 12월 24일 (일본) |
| 슈퍼 마리오 갤럭시 2            | 2010년 5월 23일 (미국)  |

## 개발한 게임
| 게임                              | 연도 | 플랫폼   |
| --------------------------------- | ---- | -------- |
| 데빌 월드                         | 1984 | FC       |
| 익사이트바이크                    | 1984 | FC       |
| 슈퍼 마리오브라더스               | 1985 | FC       |
| 아이스 클라이머                   | 1985 | FC       |
| 슈퍼 마리오브라더스 2             | 1986 | FDS      |
| 무라사메 성의 비밀                | 1986 | FDS      |
| 젤다의 전설                       | 1987 | FDS      |
| 꿈 공장 도키 도키 패닉            | 1987 | FDS      |
| 슈퍼 마리오 USA                   | 1987 | FC       |
| 젤다의 전설 2 링크의 모험         | 1987 | FDS      |
| 슈퍼 마리오브라더스 3             | 1988 | FC       |
| 슈퍼 마리오 월드                  | 1990 | SFC      |
| F-ZERO                            | 1990 | SFC      |
| 파일럿윙                          | 1990 | SFC      |
| 심시티(SFC 버전만)                | 1991 | SFC      |
| 젤다의 전설 신들의 트라이포스     | 1991 | SFC      |
| 웨이브 레이스                     | 1992 | GB       |
| 슈퍼 마리오 카트                  | 1992 | SFC      |
| 슈퍼 마리오 올스타즈              | 1993 | SFC      |
| 스타폭스                          | 1993 | SFC      |
| 젤다의 전설 꿈꾸는 섬             | 1993 | GB       |
| 동키 콩                           | 1994 | GB       |
| 스턴트 레이스 FX                  | 1994 | SFC      |
| 요시 아일랜드                     | 1995 | SFC      |
| 두더지 매니아                     | 1996 | GB       |
| 슈퍼 마리오 64                    | 1996 | N64      |
| 웨이브 레이스 64                  | 1996 | N64      |
| 마리오 카트 64                    | 1996 | N64      |
| 스타 폭스 64                      | 1997 | N64      |
| 요시 스토리                       | 1997 | N64      |
| F-ZERO X                          | 1998 | N64      |
| 젤다의 전설 시간의 오카리나       | 1998 | N64      |
| 1080° 스노보딩                    | 1998 | N64      |
| 포켓몬 스타디움                   | 1998 | N64      |
| 포켓몬 스타디움 2                 | 1999 | N64      |
| 마리오 아티스트 페인트 스튜디오   | 1999 | 64DD     |
| 마리오 아티스트 커뮤니케이션 키트 | 2000 | 64DD     |
| 마리오 아티스트 폴리곤 스튜디오   | 2000 | 64DD     |
| 마리오 아티스트 탤런트 스튜디오   | 2000 | 64DD     |
| F-ZERO X 익스펜션 키트            | 2000 | 64DD     |
| 젤다의 전설 무쥬라의 가면         | 2000 | N64      |
| 포켓몬 스타디움 금은              | 2000 | N64      |
| 루이지 맨션                       | 2001 | GCN      |
| 피크민                            | 2001 | GCN      |
| 동물의 숲                         | 2001 | N64, GCN |
| 슈퍼 마리오 션샤인                | 2002 | GCN      |
| 젤다의 전설 바람의 택트           | 2003 | GCN      |
| 포켓몬 박스                       | 2003 | GCN      |
| 마리오 카트 더블 대시!!           | 2003 | GCN      |
| 젤다의 전설 4개의 검+             | 2004 | GCN      |
| 피크민 2                          | 2004 | GCN      |
| 슈퍼 마리오 64 DS                 | 2004 | NDS      |
| 요시 터치 앤 고                   | 2005 | NDS      |
| 말랑말랑 두뇌교실                 | 2005 | NDS      |
| 닌텐독스                          | 2005 | NDS      |
| 마리오 카트 DS                    | 2005 | NDS      |
| 동키 콩 정글 비트                 | 2005 | GCN      |
| 놀러오세요 동물의 숲              | 2005 | NDS      |
| 뉴 슈퍼 마리오브라더스            | 2006 | NDS      |
| 젤다의 전설 황혼의 공주           | 2006 | GCN, Wii |
| Wii Sports                        | 2006 | Wii      |
| 처음 만나는 Wii                   | 2006 | Wii      |
| Wii로 즐기는! 말랑말랑 두뇌교실   | 2007 | Wii      |
| 젤다의 전설 몽환의 모래시계       | 2007 | NDS      |
| 슈퍼 마리오 Wii 갤럭시 어드벤처   | 2007 | Wii      |
| 링크의 사격 트레이닝              | 2007 | Wii      |
| Wii Fit                           | 2008 | Wii      |
| 마리오 카트 Wii                   | 2008 | Wii      |
| Wii Music                         | 2008 | Wii      |
| 타운으로 놀러가요 동물의 숲       | 2008 | Wii      |
| 플립노트 스튜디오                 | 2008 | NDSi     |
| Wii로 즐기는 동키 콩 정글 비트    | 2008 | Wii      |
| Wii로 즐기는 피크민               | 2008 | Wii      |
| Wii로 즐기는 피크민 2             | 2008 | Wii      |
| Wii Sports Resort                 | 2009 | Wii      |
| Wii Fit Plus                      | 2009 | Wii      |
| 뉴 슈퍼 마리오브라더스 Wii        | 2009 | Wii      |
| 젤다의 전설 대지의 기적           | 2009 | NDS      |
| 젤다의 전설 스카이워드 소드       | 2011 | Wii      |